# Pölsa (gastronomia)
La pölsa è un piatto tradizionale della Svezia settentrionale.

## Caratteristiche
La pölsa consiste in un pasticcio a base di varie frattaglie di manzo, fra cui il fegato e il cuore, più altri alimenti fra cui orzo, cipolle, pepe nero, maggiorana e brodo. Questo piatto viene spesso accompagnato da patate bollite o fritte, barbabietole sottaceto e, a volte, un uovo fritto. Tali caratteristiche lo rendono simile in gusto e consistenza agli haggis scozzesi.